# В'язівоцький заказник
В'язіво́цький заказник — ландшафтний заказник місцевого значення в Україні. Об'єкт природно-заповідного фонду Дніпропетровської області. 
Розташований у Павлоградського району Дніпропетровської області, неподалік від сіл В'язівок та Кочережки. 
Площа 374,6 га. Статус надано згідно з рішенням Дніпропетровської обласної ради від 21 жовтня 2011 року № 179-9/VI. Перебуває у віданні Павлоградської райдержадміністрації. 
Статус надано для збереження частини лісового масиву в долині річки Самари. Багатий тваринний світ, в тому числі герпетофауна. Тут водяться: ящірка прудка, вуж звичайний, полоз сарматський, мідянка звичайна, гадюка степова. 